# Sepp Krassnitzer

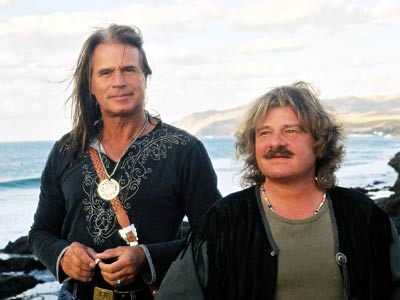
Sepp Krassnitzer (rechts), 2003

Josef (Sepp) Krassnitzer (* 15. April 1947 in Straßburg, Kärnten) ist ein österreichischer Musiker. Er wurde bekannt unter seinem Künstlernamen Robinson. Gemeinsam mit Hans Kreuzmayr gründete er das Duo Waterloo & Robinson.

## Leben
Sepp Krassnitzer übersiedelte 1957 mit seinen Eltern und den Brüdern Günter und Horst aus der  Lölling nach Linz in Oberösterreich. Hier lernte er auch Waterloo kennen.
Er ist seit 1973 verheiratet, hat zwei Töchter und vier Enkelkinder.
Krassnitzer ist ausgebildeter Grafiker und hat am Brucknerkonservatorium in Linz Geige studiert.
1976 nahmen Waterloo & Robinson am Eurovision Song Contest teil, und belegten den fünften Platz.
Im Herbst 2010 wurde Sepp Krassnitzer als Robinson für die Österreichische Vorentscheidung zum Eurovision Song Contest 2011 nominiert. Er erreichte die Runde der besten 30 Teilnehmer nicht.

## Diskografie
- (Diskografie Waterloo & Robinson siehe hier)

### Alben
- 1988: Von Land zu Land
- 1988: Waterloo / Robinson (jeweils Solonummern von Waterloo bzw. Robinson)
- 1990: Waterloo & Robinson (jeweils Solonummern von Waterloo bzw. Robinson)
- 2008: The Ballad of my life
- 2008: Ein Morgen mit dir
- 2011: My own dream
- 2011: Linz Lieder – Ein Ausflug in die Stadt
- 2012: Startklar
- 2014: Good old friends
- 2018: My songs
- 2020: Licht, Luft und Sonne

### Singles
- 1982: Hilde (Robinson Island)
- 1984: Big black eagle (Copperhead)
- 1986: Viva Italia (Robinson & Band)
- 1988: Sole und mare
- 1996: Take my Harley

## Schriften
- Robinson – Mein Leben ein Waterloo, Freya-Verlag, Linz 2010, ISBN 978-3-99025-009-9